# Elmo a zanne di cinghiale

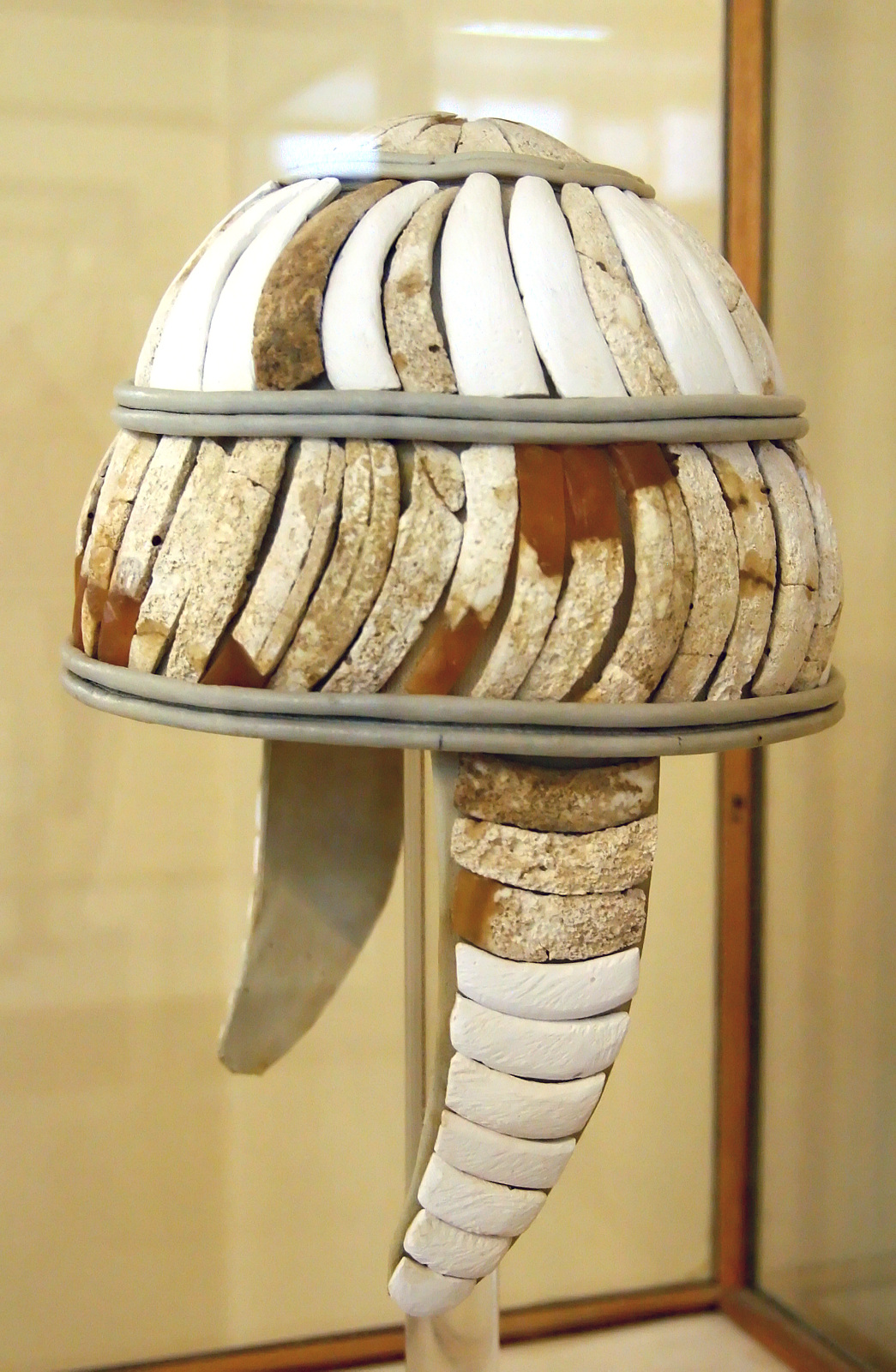
Elmo a zanna di cinghiale, Museo archeologico di Candia

Gli elmi a zanne di cinghiale erano utilizzati nel mondo miceneo dal XVII secolo a.C. al X secolo a.C.. L'elmo era fabbricato attraverso l'uso di scaglie di zanne di cinghiale poste in fila, collegate a una base in pelle, imbottita con feltro. Una descrizione dell'elmo a zanna di cinghiale compare nell'Iliade di Omero (Libro X, Versi 260-265), quando Ulisse è armato per condurre un'incursione notturna contro i Troiani:
καὶ ξίφος, ἀμφὶ δέ οἱ κυνέην κεφαλῆφιν ἔθηκε
ῥινοῦ ποιητήν: πολέσιν δ' ἔντοσθεν ἱμᾶσιν
ἐντέτατο στερεῶς: ἔκτοσθε δὲ λευκοὶ ὀδόντες
ἀργιόδοντος ὑὸς θαμέες ἔχον ἔνθα καὶ ἔνθα
εὖ καὶ ἐπισταμένως: μέσσῃ δ' ἐνὶ πῖλος ἀρήρει.»
Frammenti di avorio, che potrebbero provenire da elmetti di questo tipo, sono stati scoperti in vari siti micenei (a Dendra, per esempio, i frammenti sono stati trovati presso la panoplia di bronzo) e una placca in avorio, da un altro sito miceneo, rappresenta un elmo di questo tipo. Benché non fornissero una protezione paragonabile all'elmo di metallo, questo tipo di elmi potrebbero essere stati indossati da alcuni leader come status symbol, o come un mezzo di identificazione.